# Brożki (szczyt)
Brożki (1235 m) – szczyt w Paśmie Policy, które w regionalizacji fizycznogeograficznej Polski według Jerzego Kondrackiego zaliczane jest do Beskidu Żywieckiego, w nowszej regionalizacji z 2018 roku do Beskidu Żywiecko-Orawskiego. znajduje się między szczytami Pólko (1248,5 m) i Głowniak (1090 m). Na mapie Compassu szczyt ma nazwę Brozki. Na Brożkach główna grań Pasma Policy zmienia kierunek; od Głowniaka do Brożków biegnie w kierunku północno-zachodnim, od Brożków do Policy przez Pólko w kierunku północnym. Brożki są też zwornikiem dla krótkiego grzbietu opadającego w południowo-zachodnim kierunku.
Przez Brożki prowadzi główny, graniowy szlak Pasma Policy. Omija jego wierzchołek trawersując jego wschodnie zbocza w niewielkiej odległości od szczytu. Tuż poniżej tego szlaku na trawiastej płaśni znajduje się źródło. Nieco powyżej niego szlak znów wychodzi na grań Pasma Policy. Z niewielkiej, porośniętej borówczyskiem polanki na lewo odchodzi ścieżka prowadząca na polanę Brożki.
Na południowym stoku Brożek znajduje się miejsce zwane Mogiłą, które wzięło swoją nazwę od symbolicznego grobu usypanego w miejscu tragicznej śmierci kobiety z Ochlipowa. Zamarzła podczas śnieżnej zamieci, która dopadła ją tutaj, gdy wracała z odpustu w Zawoi. Na miejscu jej śmierci ułożono kopczyk z kamieni, który później powiększał się, gdyż przechodzący tędy dokładali następne kamienie. Z czasem jednak ścieżka zanikła, a kopczyk stał się niemożliwy do znalezienia lub zniszczony między wykrotami drzew. Nieopodal Mogiły stał niegdyś drewniany schron robotników leśnych „Chatka nad Mogiłą”.
Przez Brożki biegnie granica między Zawoją w powiecie suskim i Zubrzycą Górną w powiecie nowotarskim. Na południowo-wschodnim stoku Brożków jest jaskinia Dziura w Rowie, na zachodnim stoku polana i dawna hala Brożki.

## Szlaki turystyczne
Główny Szlak Beskidzki, odcinek: przełęcz Krowiarki – Syhlec – Głowniak – Piekielnicka – Brożki – Pólko – Kiczorka – Polica – Cupel – Jasna Grapa – Kocia Łapa – Kucałowa Przełęcz. Suma podejść 520 m, suma zejść 360 m, czas przejścia 2:45 godz., z powrotem 2:30 godz.